# Gnomidolon elegantulum
Gnomidolon elegantulum är en skalbaggsart som beskrevs av Auguste Lameere 1884. Gnomidolon elegantulum ingår i släktet Gnomidolon och familjen långhorningar.
Artens utbredningsområde är Paraguay. Inga underarter finns listade i Catalogue of Life.